# Verboekhoven (tramhalte)
Verboekhoven is een Brusselse tram- en bushalte van de MIVB in het noorden van de gemeente Schaarbeek. De halte ligt op het Verboekhovenplein en is naar de gelijknamige schilder genoemd. Verboekhoven is een knooppunt van drie tramlijnen en twee buslijnen. In het noorden rijden al deze lijnen, op een na, naar het station van Schaarbeek. De as Verboekhoven-Prinses Elisabeth-Schaarbeek station is dan ook drukbereden.
De tramsporen zijn, net zoals de weg die ernaast ligt, aangelegd in de vorm van een rotonde. In het midden van die rotonde ligt (een niveau lager) de spoorlijn tussen Brussel-Noord en Brussel-Schuman. Er zijn plannen om hier ook een treinhalte te installeren in het kader van het GEN.

## Tramlijnen
|  | 55 - Bordet station - Rogier        |
|  | 92 - Schaarbeek station - Fort Jaco |

## Buslijnen
|  | 58 - IJzer - Vilvoorde station                    |
|  | 59 - Bordet station - Ziekenhuis Elsene-Etterbeek |

## Plaatsen en straten in de omgeving
- Het indrukwekkende gemeentehuis van Schaarbeek
- Het Verboekhovenplein, de Maarschalk Fochlaan en de Prinses Elisabethlaan